# Jean Landry Gillon
Pour les articles homonymes, voir Gillon.
 (décembre 2023).
Si vous disposez d'ouvrages ou d'articles de référence ou si vous connaissez des sites web de qualité traitant du thème abordé ici, merci de compléter l'article en donnant les références utiles à sa vérifiabilité et en les liant à la section « Notes et références ».
Jean Landry Gillon est un magistrat et homme politique français né le 10 juin 1788 à Nubécourt (Meuse) et mort le 6 mai 1856 à Bar-le-Duc (Meuse).

## Biographie et carrière
Fils de Joseph-François Gillon, maire de Nubécourt, et de Françoise Marcelle Geminel, il épouse le 14 juin 1813 à Bar-le-Duc, Marguerite Nanine Henrionnet dont il a deux filles : Nanine-Herminie et Marie-Sophie. Il est un arrière-grand-père de Raymond Poincaré et le frère de Paulin Gillon.
Docteur en droit en 1812, il est avocat et juge suppléant à Bar-le-Duc. Conseiller d'arrondissement de 1820 à 1830, premier adjoint au maire de Bar-le-Duc de 1827 à 1830 et conseiller général de 1828 à 1830, il est député de la Meuse de 1830 à 1848, siégeant dans la majorité soutenant la monarchie de Juillet. En 1832, il est procureur général près la cour d'appel d'Amiens, puis avocat général à la Cour de cassation en 1839 et conseiller de 1840 à 1856.